# Измаилтяни
Исмаилтяни или измаилтяни според Книгата Битие от Библията (първата от Тората), са потомци на Исмаил, по-възрастния син на Авраам (от Агар).
Според Книгата Битие, първата съпруга на Авраам се казвала Сара, а втората му (слугиня на Сара) и негова робиня – Агар. Потомците на Агар - агаряните - се подразделят като отделна група от останалите исмаилтяни, след като са завладени и асимилирани от израилтяните по време на царуването на Саул. В библейската Книга на юбилеите се твърди, че синовете на Исмаил били размесени с потомци на Хетура от Авраам и те се наричат „араби“ и исмаилтяни.